# Университет Apple
Университет Apple (англ. Apple University) — корпоративный учебный центр для сотрудников компании Apple Inc расположенный в городе Купертино, штат Калифорния (США).

## История
Университет был открыт компанией Apple в конце 2008 года как учебный центр для повышения образовательного уровня и для обмена опытом сотрудников корпорации Apple. Тогда, профессор Джоэл Подольный по просьбе Стива Джобса сформировал программу Университета Apple, в рамках которой сотрудники могут посетить ряд занятий с высококлассными преподавателями из самых престижных университетов США — Йеля, Гарварда, Стэнфорда, Массачусетского технологического института и других.
С 2008 года Джоэл Подольный является вице-президентом компании Apple Inc и деканом Университета Apple.

## Известные преподаватели
- Джоэл Подольный — социолог, доктор философии, профессор Гарвардского университета и декан Университета Apple.